# Château du Plessis-Bouquelon
Le château du Plessis-Bouquelon est situé dans la commune de Bouquelon dans l'Eure.
Le château dans sa totalité, ainsi que les dépendances, la chapelle funéraire et la perspective est-ouest au lieudit Le Bois du Plessis, fait l’objet d’une inscription au titre des monuments historiques depuis le 28 juillet 2005, et d'un classement le 31 janvier 2011 pour la chapelle et le pavillon d'entrée.
C'est un édifice dont la construction débute au XVIe siècle et qui fut agrandi au cours des XVIIIe et XIXe siècles.
Une chapelle funéraire fut construite dans le parc en 1844 par Jacques-Eugène Barthélémy pour le comte d'Osmoy

## Description
Le domaine est composé, entre autres, d'un manoir, d'un colombier, d'un bois et de la chapelle Saint-Eustache. En 1608, Claude de La Barre, trésorier de France, fait décorer cette chapelle par le peintre Symon Gredovin († 1608). Celui-ci compose plusieurs peintures murales avec des figures de l'Ancien Testament, des apôtres et du Jugement dernier. En 1750, le château est agrandi d'une aile en retour sur le pavillon d'entrée du XIVe-XVe siècle. En 1844, une chapelle funéraire néo-gothique est édifiée par l'architecte Jacques-Eugène Barthélémy, Charles-Henri Lebœuf, comte d'Osmoy, étant commanditaire.